# Regeringen Sunila I
Regeringen Sunila I var det självständiga Finlands 15:e regering bestående av Agrarförbundet. Regeringen var en minoritetsregering. Alla ministrarna kom från ett och samma parti med undantag för tre opolitiska fackministrar. Ministären regerade från 17 december 1927 till 22 december 1928.
J.E. Sunila presenterade ett regeringsprogram som var populistiskt och präglades till en del av synpunkter inom Agrarförbundets gamla radikala falang. Trots att president Lauri Kristian Relander hade föredragit denna minoritetsregering efter Väinö Tanners socialdemokratiska minoritetsregering, fungerade samarbetet mellan honom och statsminister Sunila dåligt. Sunila ansåg att president Relander beblandade sig för mycket i regeringens angelägenheter. Ministären föll i en omröstning där Sunila behövde stöd från Socialdemokraterna men dessa ansåg att regeringen inte hade tillmötesgått deras krav i tillräckligt hög grad.
| Minister                                                                 | Ämbetsperiod                                                      | Parti                           |
| ------------------------------------------------------------------------ | ----------------------------------------------------------------- | ------------------------------- |
| Statsminister J.E. Sunila                                                | 17 december 1927–22 december 1928                                 | Agrarförbundet                  |
| Utrikesminister Hjalmar J. Procopé                                       | 17 december 1927–22 december 1928                                 | opolitisk (Svenska folkpartiet) |
| Justitieminister Torsten Malinen                                         | 17 december 1927–22 december 1928                                 | opolitisk                       |
| Inrikesminister Matti Aura                                               | 17 december 1927–22 december 1928                                 | opolitisk                       |
| Försvarsminister Jalo Lahdensuo                                          | 17 december 1927–22 december 1928                                 | Agrarförbundet                  |
| Finansminister Juho Niukkanen                                            | 17 december 1927–22 december 1928                                 | Agrarförbundet                  |
| Undervisningsminister Antti Kukkonen                                     | 17 december 1927–22 december 1928                                 | Agrarförbundet                  |
| Jordbruksminister Sigurd Mattsson                                        | 17 december 1927–22 december 1928                                 | Agrarförbundet                  |
| Biträdande jordbruksminister Vihtori Vesterinen Kalle Jutila             | 17 december 1927–16 oktober 1928 16 oktober 1928–22 december 1928 | Agrarförbundet                  |
| Minister för kommunikationsväsendet och allmänna arbetena Eemil Hynninen | 17 december 1927–22 december 1928                                 | Agrarförbundet                  |
| Handels- och industriminister Pekka Heikkinen                            | 17 december 1927–22 december 1928                                 | Agrarförbundet                  |
| Socialminister Kalle Lohi                                                | 17 december 1927–22 december 1928                                 | Agrarförbundet                  |
| Minister utan portfölj Kalle Jutila                                      | 17 december 1927–16 oktober 1928                                  | Agrarförbundet                  |

## Fotnoter
1. ↑  
Sunila, Juho Emil. Finlands nationalbiografi. (finska)
2. ↑  15. Sunila Statsrådet (finska)